# 恩里科·卡鲁索

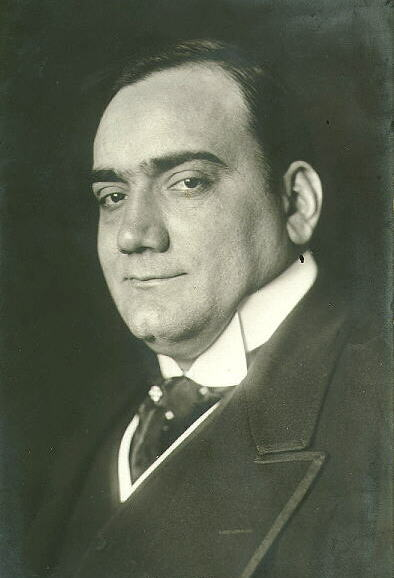
恩里科·卡魯索，1910

恩里科·卡魯索（義大利語：Enrico Caruso，1873年2月25日—1921年8月2日，也译作卡罗素、卡素），義大利著名男高音歌唱家，被認為是有史以來最著名的男高音。不單在歌劇方面發展，卡鲁索在20世紀頭兩個年代還演唱當時的流行曲，而且還是那個年代的錄音先鋒。卡羅素有力、寬厚和優美的聲線，通過他的錄音傳遍大西洋兩岸，成為當年最著名的明星，因此被譽為「一代歌王」。

## 卡羅素与音乐录音
1902年，在留声机声音重现技术为重现格式激烈竞争之时（即留聲機圓筒和唱片），他宣布他将只在唱片上录音（其實跟美國勝利唱片簽約之後他才只錄在平板唱片上，1903年發行的卡羅素的唱片就是滾筒式唱片）他也是第一位从录制的每一个唱片中提取版税的艺术家。他的这一做法不仅使他成为了首位白金唱片艺术家，也很大的提升了留声机的公众形象。